# Сантос, Томас
Томас Сантос Кристенсен (дат. Thomas Santos Christensen; род. 10 октября 1998, Силькеборг, Орхус) — датский футболист, полузащитник шведского «Гётеборга».

## Клубная карьера
На юношеском уровне выступал за «Силькеборг». В июне 2017 года находился на просмотре в клубе первого датского дивизиона «Скиве», с которым в итоге подписал контракт, рассчитанный на полгода. 13 августа дебютировал за клуб в первом дивизионе в игре против «Роскилле». По итогам первого сезона клуб занял последнее место в турнирной таблице и вылетел во второй дивизион. Полузащитник не покинул клуб и подписал с ним контракт на один год.
В июне 2021 года перешёл в «Хорсенс». Впервые в футболке нового луба появился на поле 23 июля в матче первого тура против «ХБ Кёге». По итогам сезона «Хорсенс» выиграл переходный турнир и вернулся в Суперлигу. 17 июля 2022 года в матче первого тура дебютировал в чемпионате Дании в игре с «Копенгагеном», появившись на поле в стартовом составе.
30 июня 2023 года перешёл в шведский «Гётеборг», с которым подписал контракт, рассчитанный на три года. 16 июля во встрече с «Эльфсборгом» дебютировал в чемпионате Швеции, выйдя в стартовом составе и на 73-й минуте уступив место Густаву Нурлину.

## Клубная статистика
| Выступление      | Выступление      | Выступление      | Лига | Лига | Кубки | Кубки | Конт. кубки | Конт. кубки | Итого | Итого |
| Клуб             | Лига             | Сезон            | Игры | Голы | Игры  | Голы  | Игры        | Голы        | Игры  | Голы  |
| ---------------- | ---------------- | ---------------- | ---- | ---- | ----- | ----- | ----------- | ----------- | ----- | ----- |
| Скиве            | 1-й дивизион     | 2017/18          | 17   | 1    | 0     | 0     | 0           | 0           | 17    | 1     |
| Скиве            | 2-й дивизион     | 2018/19          | 29   | 4    | 0     | 0     | 0           | 0           | 29    | 4     |
| Скиве            | 1-й дивизион     | 2019/20          | 27   | 2    | 0     | 0     | 0           | 0           | 27    | 2     |
| Скиве            | 1-й дивизион     | 2020/21          | 30   | 6    | 0     | 0     | 0           | 0           | 30    | 6     |
| Скиве            | Итого            | Итого            | 103  | 13   | 0     | 0     | 0           | 0           | 103   | 13    |
| Хорсенс          | 1-й дивизион     | 2021/22          | 31   | 0    | 2     | 1     | 0           | 0           | 33    | 1     |
| Хорсенс          | Суперлига        | 2022/23          | 30   | 4    | 3     | 0     | 0           | 0           | 33    | 4     |
| Хорсенс          | Итого            | Итого            | 61   | 4    | 5     | 1     | 0           | 0           | 66    | 5     |
| Варберг          | Алльсвенскан     | 2023             | 13   | 1    | 1     | 0     | 0           | 0           | 14    | 1     |
| Варберг          | Итого            | Итого            | 13   | 1    | 1     | 0     | 0           | 0           | 14    | 1     |
| Всего за карьеру | Всего за карьеру | Всего за карьеру | 177  | 18   | 6     | 1     | 0           | 0           | 183   | 19    |